# غابرييل سانتيني
غابرييل سانتيني (مواليد 23 مايو 2000 في ليفورنو في إيطاليا) لاعب كرة قدم إيطاليا يلعب حاليا لصالح نادي جلف يونايتد في خط الدفاع . 
لعب في الفئات السنية في نادي ليفورنو و لعب بعدها في الإمارات في نادي مسافي ونادي اتحاد كلباء ونادي حتا ونادي الظفرة ونادي جلف يونايتد.

## روابط خارجية
- غابرييل سانتيني على موقع إي إس بي إن إف سي (الإنجليزية)
- غابرييل سانتيني على موقع قاعدة بيانات كرة القدم.إي يو (الإنجليزية)
- غابرييل سانتيني على موقع Soccerway.com (الإنجليزية)
- غابرييل سانتيني على موقع عالم كرة القدم.نت (الإنجليزية)